# 4794 Bogard
4794 Bogard eller 1988 SO3 är en asteroid i huvudbältet som upptäcktes den 16 september 1988 av den amerikanska astronomen Schelte J. Bus vid Cerro Tololo. Den är uppkallad efter Donald Bogard.
Asteroiden har en diameter på ungefär 4 kilometer.